# Full frys
Full frys är en svensk situationskomediserie med tydliga inslag av buskis, i 12 avsnitt (omkring 24 minuter långa), med Stefan & Krister producerat av MTV Produktion. 
Regi av Björn Holmgren och Örjan Herlitz, och manus av Ola Bergström och L. Per E. Pettersson. 
Serien spelades in under 1998 vid MTV Studios i Jonsered och hade TV-premiär den 8 februari 1999 i TV4, och var en av de mest sedda serierna i TV4 under 1999. (Serien har därefter gått i repris 2000, 2003, 2011 och 2018.) Handlingen är baserad på den kanadensiska komediserien Check It Out (1985–1988).

## Handling
Sture Bergholm (Stefan Gerhardsson) är butikschef för livsmedelsbutiken "Dolkens Livs" i Falkenberg. Hans fem medarbetare, inte minst den korkade suputen Edvin Eriksson (Krister Claesson), ställer ofta till en massa problem både för hans arbets- och privatliv. Stures flickvän Evy Karlsson (Annika Andersson) är även hans sekreterare på jobbet.

## Avsnitt
| Nr | Titel                    | Första sändningsdatum |
| --- | ------------------------ | --------------------- |
| 1 | "Vinnare är vi allihopa" | 8 februari 1999       |
| Edvin arrangerar ett bingospel i butiken för att locka kunder, men visar sig snart vara på väg i katastrof. Dessutom besöks butiken av två blinda karlar, vilkas ledarhundar blandas ihop. |                          |                       |
| 2 | "Gökuret"                | 15 februari 1999      |
| Sture kallas till intervju för ett drömjobb, vilket han ser som klart på förhand. Samtidigt har Edvin satt upp ett gökur i butiken som denna vecka har schweiziskt tema, men också har Edvin installerat ett inbrottslarm som dock går igång varje timme om nätterna.                                                                                     |                          |                       |
| 3 | "Röntgenblick önskas"    | 22 februari 1999      |
| Fru Ebba Dolk (butikens ägarinna och högsta chef) tvingar samtliga butiksanställda att genomgå en hälsokontroll. Evy kan dock för närvarande inte genomgå en sådan röntgen eftersom hon tros vara gravid, men vågar inte tala om denna nyhet för honom. Edvin är övertygad om att hälsokontrollen kan få honom sparkad, och gör allt för att komma undan. |                          |                       |
| 4 | "Operation: Sture"       | 1 mars 1999           |
| När Sure försöker imponera på en attraktiv blondin med sin styrka drabbas han av bråck och hamnar på sjukhus, men hans sjukhusskräck blir för mycket för honom. |                          |                       |
| 5 | "Evy ställer ut"         | 8 mars 1999           |
| Veckans tema i butiken är grillning, och Edvin får uppgiften av Sture att ställa ut till den perfekta grillplatsen. Detta gör Evy sur, som annars ruvar på en mycket speciell modell. 16-årige varuplockaren Rasmus blir efterlängtat av med sin oskuld, men detta efter vissa omständigheter.                                                            |                          |                       |
| 6 | "Samåkning"              | 15 mars 1999          |
| Edvin, numera förman, erbjuder sina butikskollegor samåkning efter att de förlorat sina parkeringsplatser. Edvin använder dock hellre sin fallfärdiga Volvo Duett än den splitternya BMW:n han vunnit på skraplott. |                          |                       |
| 7 | "Glasskampen"            | 22 mars 1999          |
| Veckans tema i butiken är en glasskampanj, som Edvin fixar med en begagnad frysdisk, samtidigt som ett elfel härjar i butiken. Evys väninna Helen kommer på besök, som efter att ha träffat Edvin gärna vill bjuda honom på middag med Evy och Sture. Helen får minsann ångra sig när Edvin hällt i sig flera flaskor vin.                                |                          |                       |
| 8 | "Ropen skalla"           | 29 mars 1999          |
| Butiken väntar den miljonte kunden. De anställda önskar längre raster och demonstrerar mot ledningen, vilket gör fru Dolk rasande. Edvin utnämns till fackombud, och gömmer sitt brännvin i klementiner. Under tiden har Evy problem med Sture i sängkammaren.                                                                                            |                          |                       |
| 9 | "Evys nya vän"           | 5 april 1999          |
| Edvin ordnar spontant en till synes framgångsrik affär med köttfärs, men får snart se sig som bortgjord ännu en gång. Evy får med den feminine och homosexuelle kassören Larry på balett, istället för Sture som visat sitt ointresse för detta. Detta leder dock sedermera till svartsjuka av Sture, när Evy på skoj kysser Larry inför honom.           |                          |                       |
| 10 | "Inga delikatesser"      | 12 april 1999         |
| En tjuv misstänks gå lös när en förmögenhet av gourmetmat försvunnit spårlöst, och Sture som just utsetts till "Årets Dolkenchef" och erhållits med en resa till Hawaii får istället skarpa ögon på sig. Edvin monterar ett "trippel-larmsystem", men ändå slutar det med att de själva får sitta vakt i butiken.                                         |                          |                       |
| 11 | "Sex och hamstrar"       | 19 april 1999         |
| Sture kandideras till vice VD i butiksledningen och blir satt på prov av fru Dolks dotter Tilda, som efter en stund blir betuttad i honom och sätter en obesvarad stöt. Samtidigt springer en guldhamster lös i butiken, som Edvin har fullt upp med att försöka fånga.                                                                                   |                          |                       |
| 12 | "Just ett snyggt par"    | 26 april 1999         |
| Edvin visar sig till allas förvåning vara gift, och när hustrun Beatrice slängt ut honom erbjuder Sture honom tak över huvudet – vilket Sture direkt får ångra, och försöker med allt för att knyta samman detta par igen. |                          |                       |

## Rollista i urval
- Sture Bergholm – Stefan Gerhardsson
- Edvin Eriksson – Krister Claesson
- Evy Karlsson – Annika Andersson
- Rasmus Lindblad – Andreas Andersson
- Nillan Niedenberger – Hanna Norman
- Larry – Håkan Berg
- fru Ebba Dolk – Siw Carlsson
- Helen, Evys väninna - Jill Ung (gäst avsnitt 7)
- Beatrice Eriksson, Edvins hustru - Ing-Marie Carlsson (gäst avsnitt 12)